# Liste von Persönlichkeiten der Stadt Regina (Saskatchewan)
Diese Liste zählt Personen auf, die in der kanadischen Stadt Regina in der Provinz Saskatchewan geboren wurden sowie solche, die in Regina gewirkt haben, dabei jedoch andernorts geboren wurden. Die Liste erhebt keinen Anspruch auf Vollständigkeit.

## Söhne und Töchter der Stadt

### 1901–1950

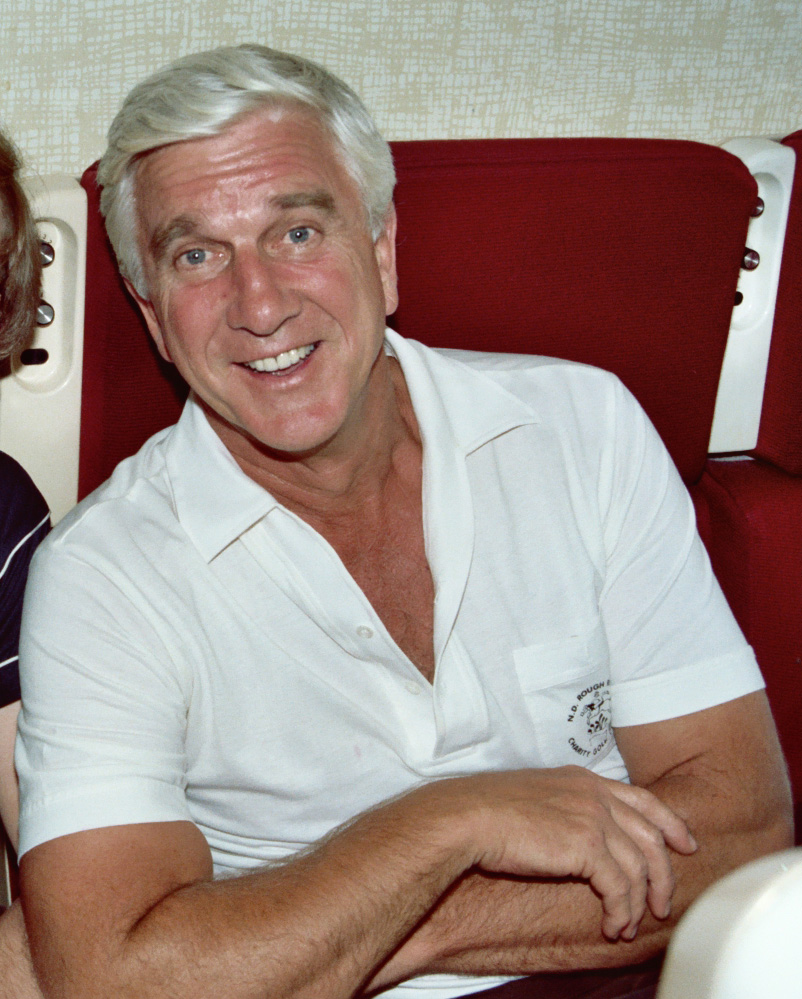
Leslie Nielsen
(1926–2010)

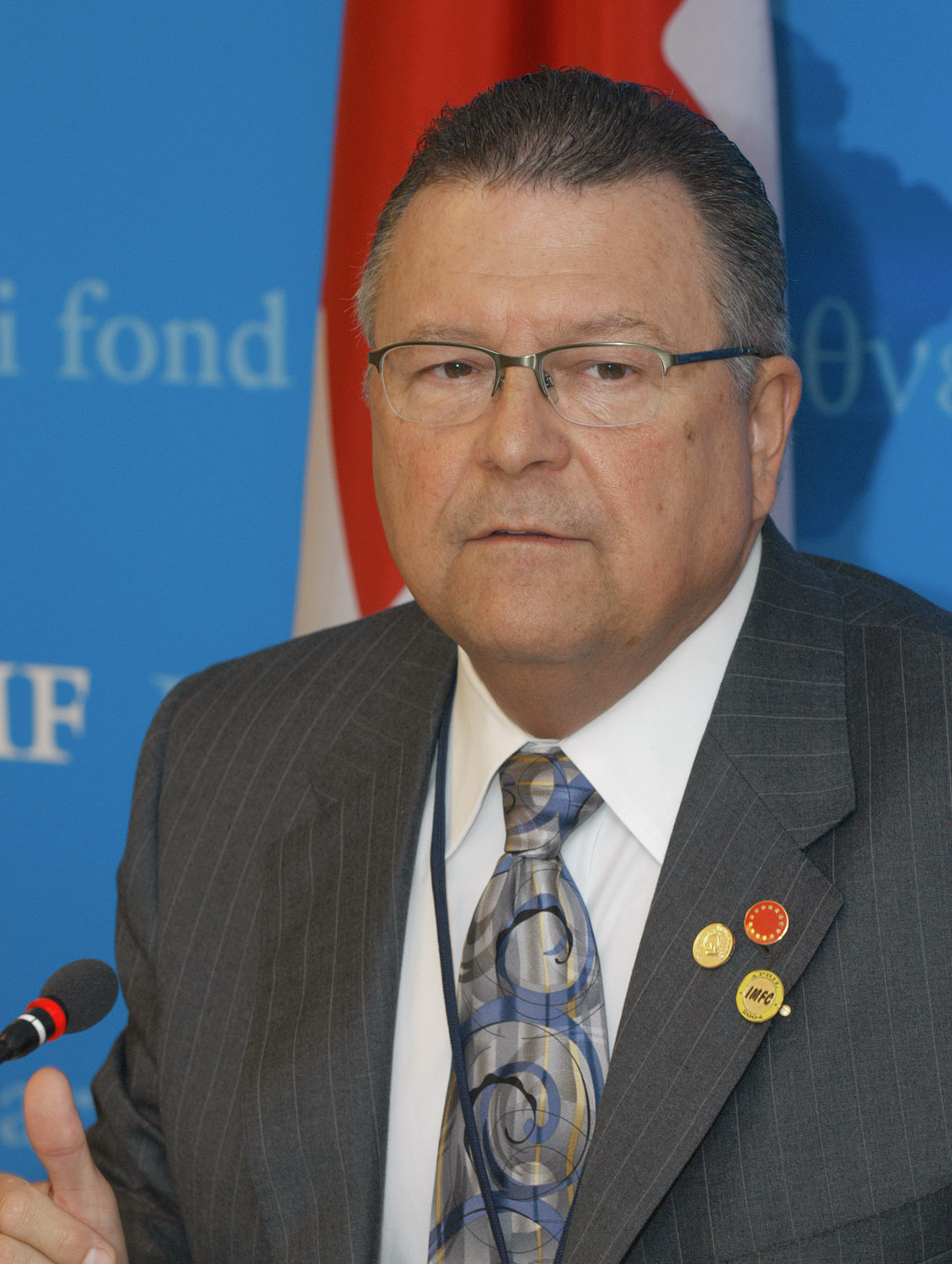
Ralph Goodale
(* 1949)

- Claire Lovett (1910–2005), Badminton- und Tennisspielerin
- Harmon Jones (1911–1972), Filmeditor und Filmregisseur
- Arthur Covington (1913–2001), Physiker
- Francis Sullivan (1917–2007), Eishockeyspieler und -trainer
- Murray Westgate (1918–2018), Schauspieler
- Bill Orban (1921–2003), Sportwissenschaftler
- Grant Warwick (1921–1999), Eishockeyspieler und -trainer
- Bill Millin (1922–2010), schottischer Piper
- Erik Nielsen (1924–2008), Politiker
- Bill Warwick (1924–2007), Eishockeyspieler
- Donald Tansley (1925–2007), Staatsbediensteter
- Erica Zentner (* 1925), Geigerin und Musikpädagogin
- Leslie Nielsen (1926–2010), Schauspieler
- John Michael Sherlock (1926–2019), römisch-katholischer Bischof von London
- Patricia Elliott (1930–2012), Pianistin und Musikpädagogin
- Robin Hahn (1933–2021), Vielseitigkeitsreiter
- Bob Turner (1934–2005), Eishockeyspieler, -trainer, -scout und -funktionär
- Richard McClure (1935–2024), Ruderer
- Robert E. Pollock (1936–2018), US-amerikanischer experimenteller Kernphysiker, Beschleunigerphysiker und Plasmaphysiker
- William Deverell (* 1937), Schriftsteller, politischer Aktivist und Anwalt
- Maureen Rever (* 1938), Sprinterin und Weitspringerin
- Red Berenson (* 1939), Eishockeyspieler und -trainer
- Terry Harper (* 1940), Eishockeyspieler
- John A. Cherry (* 1941), Hydrogeologe
- Grant Devine (* 1944), Politiker
- Bill Orban (* 1944), Eishockeyspieler
- Curt Bennett (* 1948), Eishockeyspieler und -trainer
- Maye Musk (* 1948), kanadisch-südafrikanisches Model und Ernährungsberaterin
- Ralph Goodale (* 1949), Politiker; von 2003 bis 2006 Finanzminister[1]
- Mark Goresky (* 1950), Mathematiker

### 1951–1960

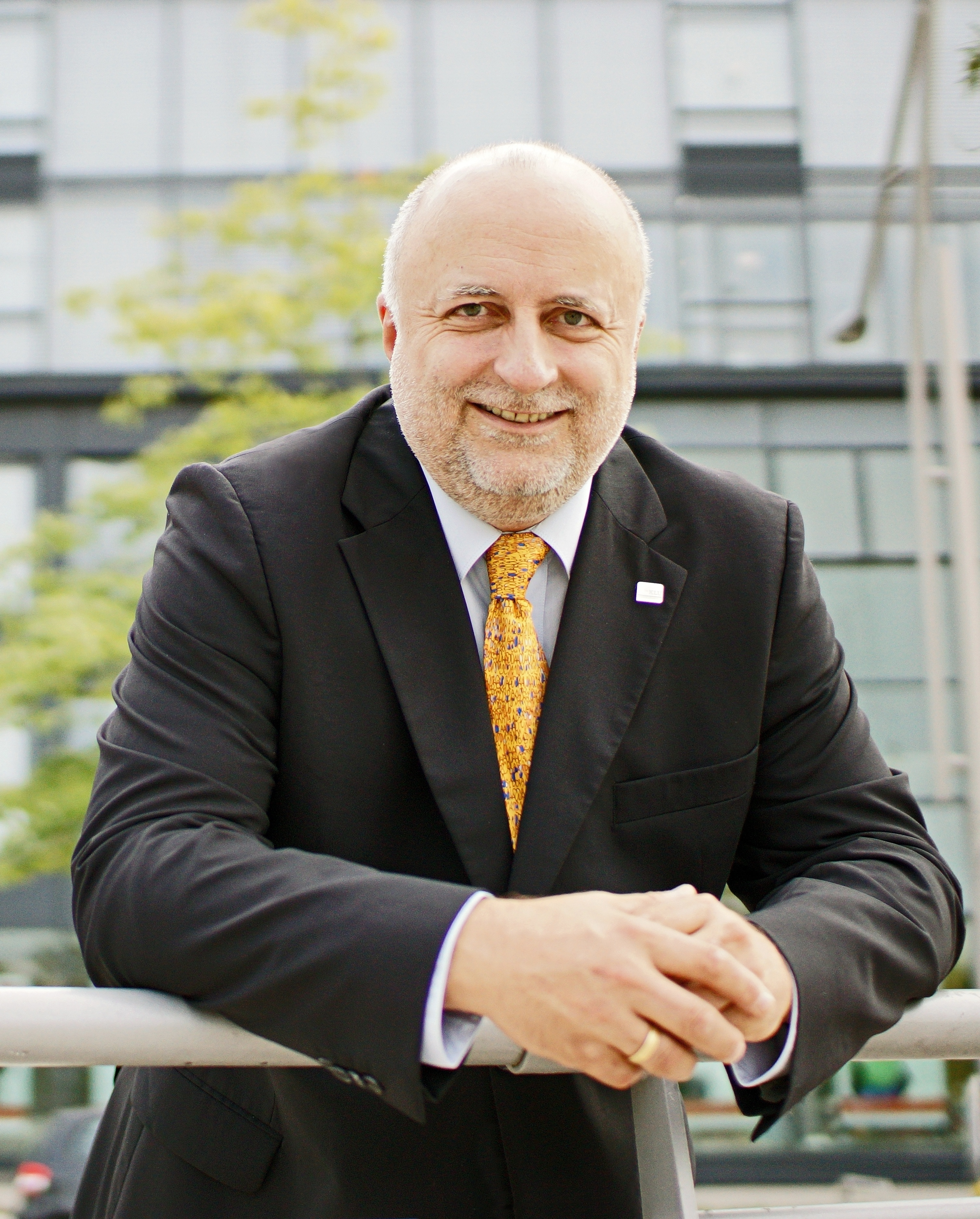
Thomas Strothotte
(* 1959)

- Greg Selinger (* 1951), Politiker, Premierminister der Provinz Manitoba
- Dwight Bialowas (* 1952), Eishockeyspieler
- Scott Garland (1952–1979), Eishockeyspieler
- Rich Preston (* 1952), Eishockeyspieler und -trainer
- Catherine Vickers (* 1952), Pianistin und emeritierte Hochschulprofessorin
- Joanne McTaggart (* 1954), Sprinterin
- Owen Underhill (* 1954), Komponist, Dirigent, Flötist und Musikpädagoge
- Jack Semple (* 1957), Bluesmusiker
- Craig Webster (* 1957), Eisschnellläufer
- Gerry Minor (* 1958), Eishockeyspieler
- Gord Wappel (* 1958), Eishockeyspieler
- Dirk Graham (* 1959), Eishockeyspieler
- Thomas Strothotte (* 1959), Informatiker
- Chris Walter (* 1959), Schriftsteller
- Jan Betker (* 1960), Curlerin
- Lynn Kanuka-Williams (* 1960), Mittel- und Langstreckenläuferin

### 1961–1970

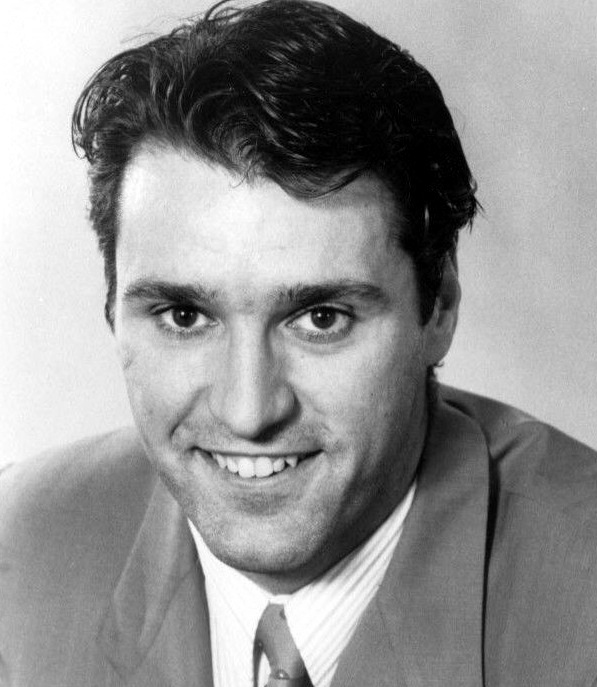
Doug Wickenheiser
(1961–1999)

- Jock Callander (* 1961), Eishockeyspieler, -trainer und -funktionär
- Brenda Webster (* 1961), Eisschnellläuferin und Shorttrackerin
- Doug Wickenheiser (1961–1999), Eishockeyspieler
- Renee Rosnes (* 1962), Jazzpianistin und -komponistin
- Garth Butcher (* 1963), Eishockeyspieler
- Rick Nasheim (* 1963), Eishockeyspieler
- Taylor Hall (* 1964), Eishockeyspieler, -trainer und -funktionär
- Kurt Wickenheiser (* 1964), Eishockeyspieler
- Chris Biegler (* 1965), Basketballspieler
- Rob Chernoff (* 1965), Schwimmer[2]
- Grant Connell (* 1965), Tennisspieler
- Jayson Meyer (* 1965), Eishockeyspieler
- Mike Thurmeier (* 1965), Animator und Filmregisseur
- Robert Dirk (* 1966), Eishockeyspieler, -trainer und -funktionär
- Wendy Lumby (* 1966), britische Alpine-Skifahrerin[3]
- Jon Mead (* 1967), Curler[4]
- Kevin Dahl (* 1968), Eishockeyspieler
- Dave Plummer (* 1968), kanadisch-US-amerikanischer Softwareentwickler und Unternehmer
- James Black (* 1969), Eishockeyspieler
- Jeffrey Thue (* 1969), Ringer

### 1971–1980
- Jamie Heward (* 1971), Eishockeyspieler
- Terry Hollinger (* 1971), Eishockeyspieler
- Atina Johnston (* 1971), Curlerin
- Dave Karpa (* 1971), Eishockeyspieler
- Mike Sillinger (* 1971), Eishockeyspieler
- Chris Snell (* 1971), Eishockeyspieler
- Todd Johnson (* 1972), Eishockeyspieler

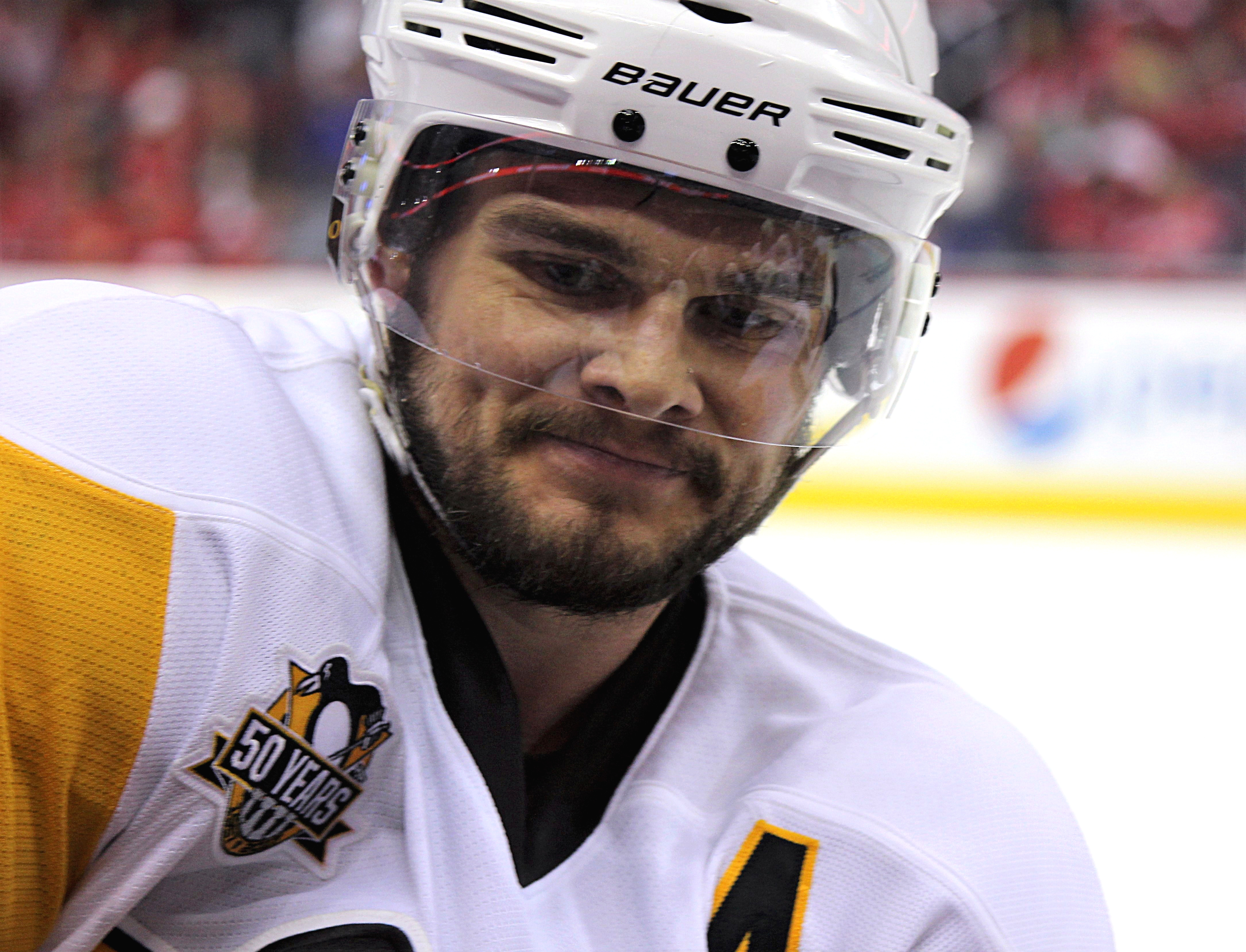
Chris Kunitz
(* 1979)

- Emily Molnar (* 1973), zeitgenössische Tänzerin und Choreografin
- Chris Armstrong (* 1975), Eishockeyspieler
- Rhett Gordon (* 1976), Eishockeyspieler
- Dan Focht (* 1977), Eishockeyspieler
- TJ Cuthand (* 1978), Filmemacher, Video- und Performancekünstler, Schriftsteller und Kurator
- Chris Kunitz (* 1979), Eishockeyspieler
- Preston Callander (* 1980), Eishockeyspieler
- Charlie David (* 1980), Schauspieler
- Colin Hemingway (* 1980), Eishockeyspieler[5]
- Kim Weger (* 1980), Eisschnellläuferin

### 1981–1990

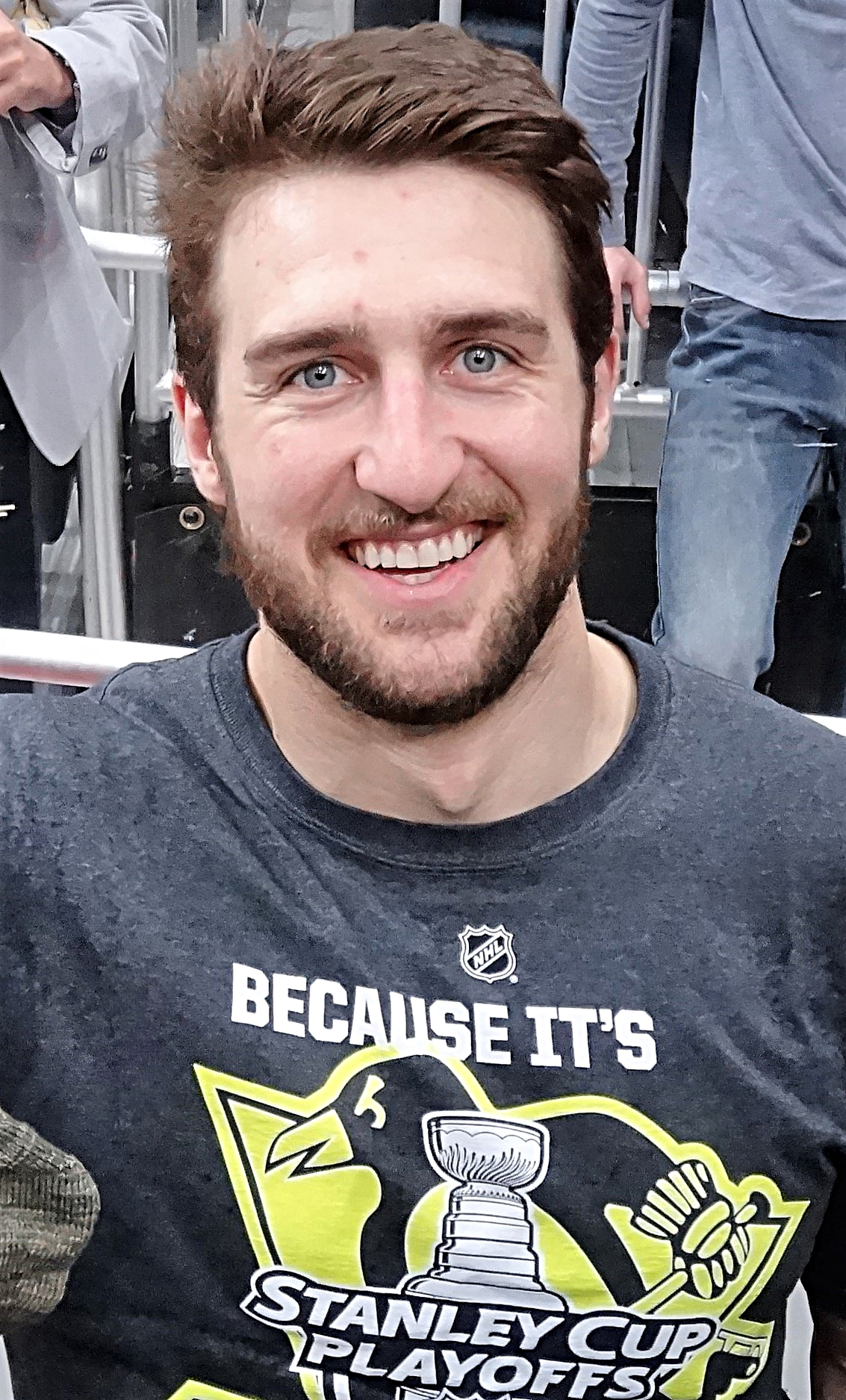
Tanner Glass
(* 1983)

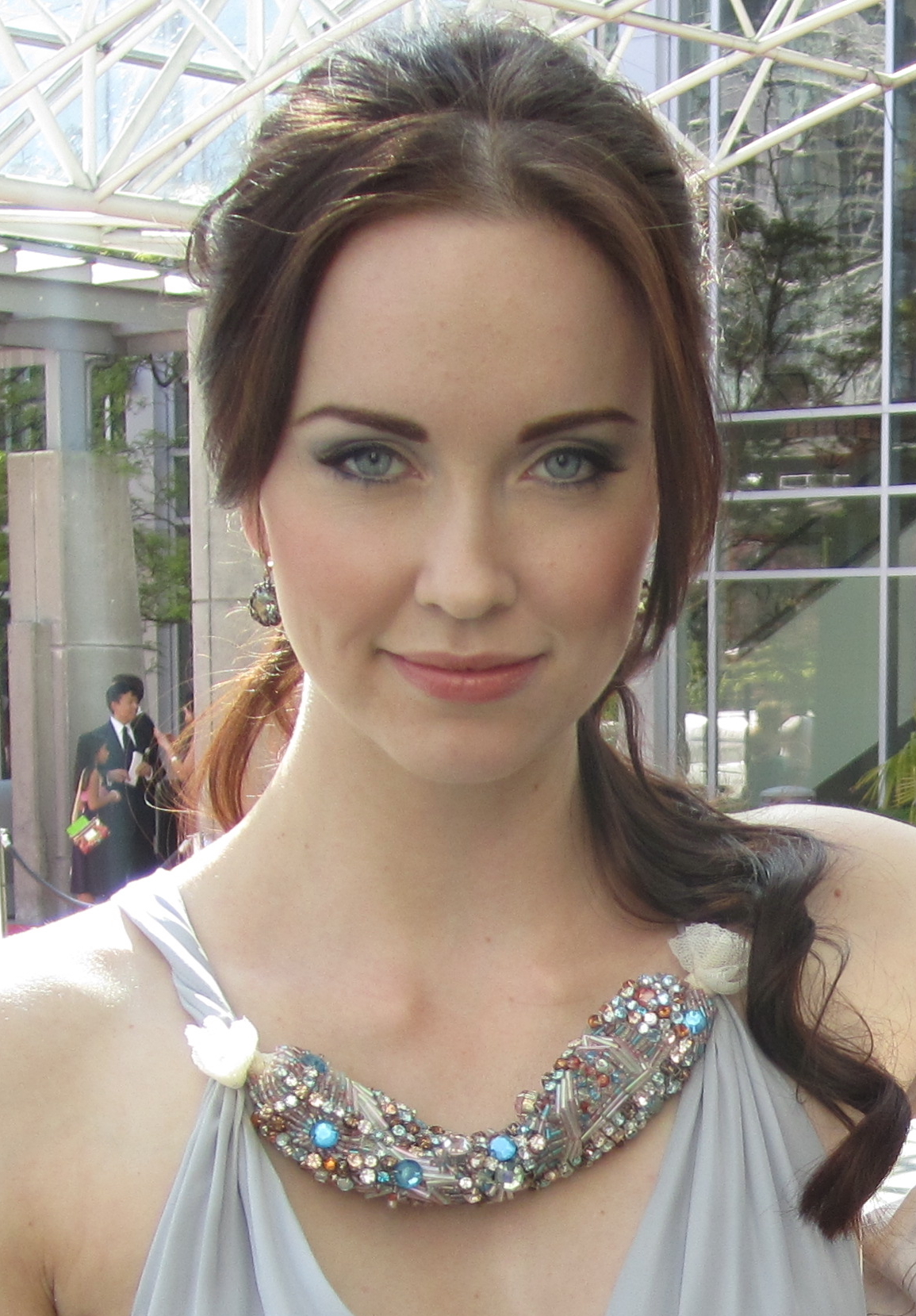
Elyse Levesque
(* 1985)

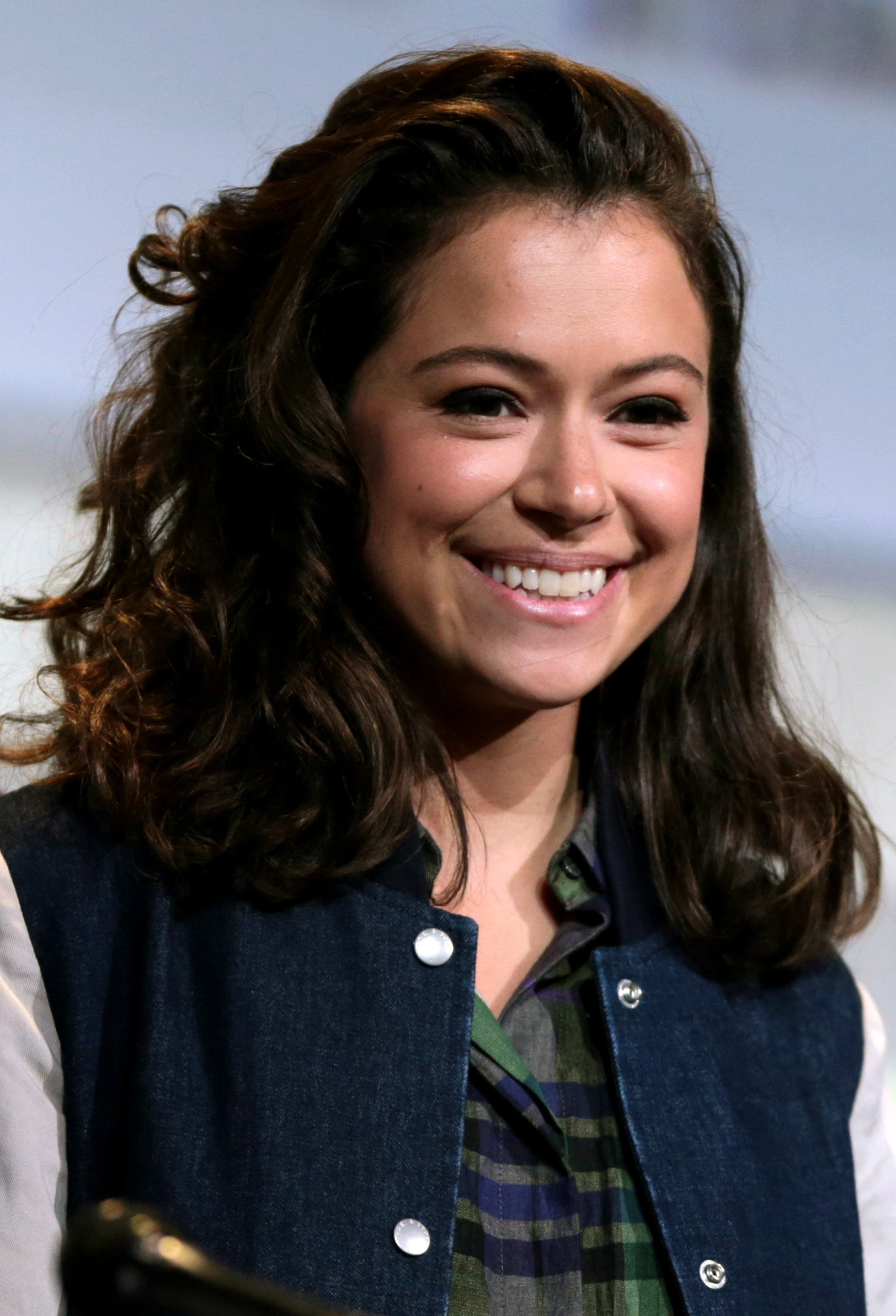
Tatiana Maslany
(* 1985)

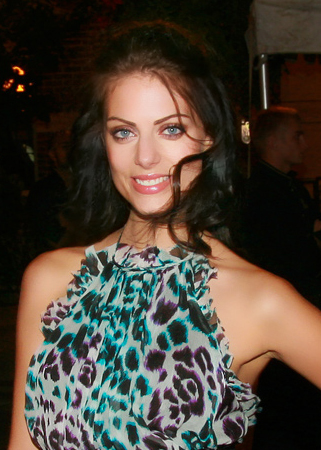
Julia Voth
(* 1985)

- Jon Ryan (* 1981), American-Football-Spieler
- Michael Schlamp (* 1981), Eishockeyspieler
- Scott Hartnell (* 1982), Eishockeyspieler
- Sarah Lind (* 1982), Schauspielerin und Model
- Garth Murray (* 1982), Eishockeyspieler
- Nathan Oystrick (* 1982), Eishockeyspieler und -trainer
- Mark Ardelan (* 1983), Eishockeyspieler
- Tanner Glass (* 1983), Eishockeyspieler
- Ben Hebert (* 1983), Curler
- Ryan MacMurchy (* 1983), Eishockeyspieler
- Scott Perras (* 1983), Biathlet
- Rob Britton (* 1984), Radsportler
- Josh Harding (* 1984), Eishockeytorwart
- Alex Wrubleski (* 1984), Radrennfahrerin
- Brett Carson (* 1985), Eishockeyspieler
- Ryan Getzlaf (* 1985), Eishockeyspieler
- Elyse Levesque (* 1985), Schauspielerin
- Tatiana Maslany (* 1985), Schauspielerin
- Meaghan Mikkelson (* 1985), Eishockeyspielerin
- Reuben Ross (* 1985), Wasserspringer
- Julia Voth (* 1985), Schauspielerin[6]
- Justin Warsylewicz (* 1985), Eisschnellläufer[7]
- Tyler Bozak (* 1986), Eishockeyspieler
- Devan Dubnyk (* 1986), Eishockeyspieler
- Benjamin Coakwell (* 1987), Bobfahrer
- Lucas Makowsky (* 1987), Eisschnellläufer[8]
- Brendan Mikkelson (* 1987), Eishockeyspieler
- Meaghan Simister (* 1987), Rennrodlerin
- Riley Holzapfel (* 1988), Eishockeyspieler
- Jason Bast (* 1989), Eishockeyspieler
- Chantal Boudreau (* 1989), Fußballschiedsrichterassistentin
- William Dutton (* 1989), Eisschnellläufer
- Jordan Heywood (* 1989), Eishockeyspieler[9]
- Jordan Eberle (* 1990), Eishockeyspieler
- Marsha Hudey (* 1990), Eisschnellläuferin[10]
- Brent Raedeke (* 1990), Eishockeyspieler
- Nikki Todd (* 1990), Squashspielerin
- Mervin Tran (* 1990), Eiskunstläufer

### 1991–2000
- Kali Christ (* 1991), Eisschnellläufer

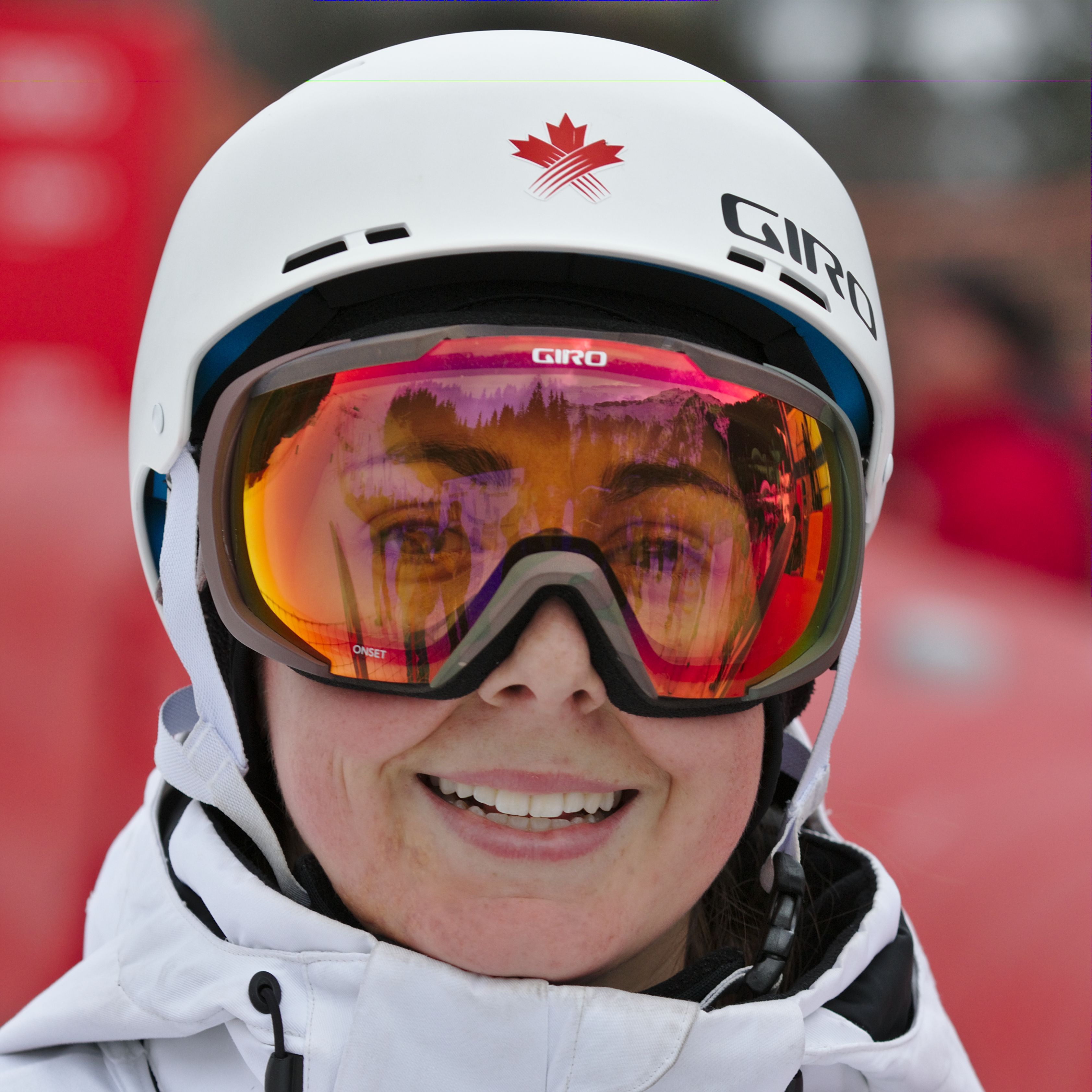
Andi Naude
(* 1996)

- Josh Archibald (* 1992), US-amerikanischer Eishockeyspieler kanadischer Herkunft
- Tyler Bunz (* 1992), Eishockeytorwart
- JC Lipon (* 1993), Eishockeyspieler
- Mark McMorris (* 1993), Snowboarder
- Cas Anvar (* vor 1994), Schauspieler
- Matt Dumba (* 1994), Eishockeyspieler
- Travia Jones (* 1995), Sprinterin
- Morgan Klimchuk (* 1995), Eishockeyspieler
- Andi Naude (* 1996), Freestyle-Skierin
- Sam Ruopp (* 1996), Eishockeyspieler
- Ethan Bear (* 1997), Eishockeyspieler
- Kale Clague (* 1998), Eishockeyspieler
- Cale Fleury (* 1998), Eishockeyspieler

## Persönlichkeiten mit Bezug zur Stadt
- Tommy Douglas (1904–1986), Politiker
- Herbie Spanier (1928–2001), Jazzmusiker
- Valerius Geist (1938–2021), Biologe und Umweltwissenschaftler
- Gail Bowen (* 1942), Schriftstellerin, Hochschullehrerin und Dramatikerin
- Zarqa Nawaz (* 1968), Journalistin, Rundfunksprecherin und Filmschaffende
- Logan Pyett (* 1988), Eishockeyspieler